# Gaston Dumesnil
Pour les articles homonymes, voir Dumesnil.

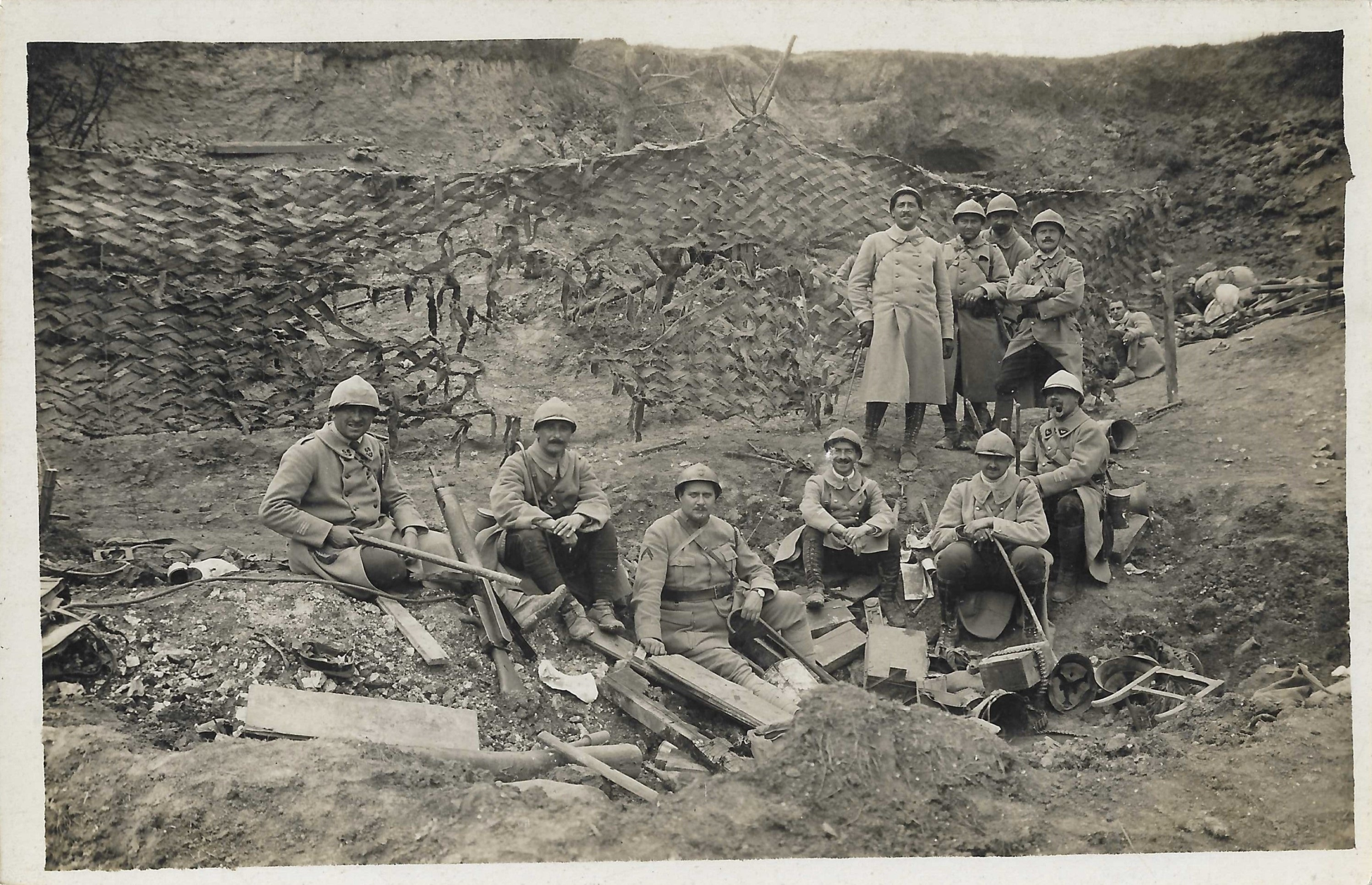

Gaston Dumesnil est un homme politique français né le 24 janvier 1879 à Argenteuil (Val-d'Oise) et décédé le 8 septembre 1918 à Mont-de-Leuilly (Aisne).
Docteur en droit, avocat à Paris, il est pendant 5 ans le secrétaire de Charles Prévet, sénateur de Seine-et-Marne. Il est également administrateur et rédacteur au Petit Journal. Il est député de Maine-et-Loire de 1914 à 1918, inscrit au groupe de la Fédération républicaine. Il est secrétaire de la Chambre en 1916. Il est tué sur le front, lors d'une inspection en compagnie d'Abel Ferry.

## Sources
- « Gaston Dumesnil », dans le Dictionnaire des parlementaires français (1889-1940), sous la direction de Jean Jolly, PUF, 1960 [détail de l’édition]